# Kjoest-Kemda
Kjoest Kemda (Russisch: Кюсть-Кемда) is een selo (dorp) in de selskoje poselenieje van het dorp Tsjara in het midden van het district Kalar in het noorden van de Russische kraj Transbaikal. De plaats telde ruim 210 inwoners bij de volkstelling van 2010.
De plaats is vernoemd naar een oude man genaamd Kjoest-Kemde, die volgens sommige bronnen een sjamaan was en de Jakoetse naam Kjoes-Kemneë (Кюсь-Кэмнеэ) droeg.

## Geografie
Het dorp ligt aan de zuidwestelijke oever van het Bolsjoj Ljoeksjoegoenmeer, op 8,5 kilometer ten noordoosten van de luchthaven Tsjara en 26 kilometer van het districtcentrum Novaja Tsjara.
Bij het dorp bevindt zich een landbouwbedrijf. Het dorp heeft een kleuterschool, cultureel centrum, medische post, bibliotheek en een centrum voor de Evenkse cultuur. Jaarlijks vindt een 'Rendierhoudersdag' plaats op het meer met Evenkse festiviteiten.

## Geschiedenis
Het is niet bekend wanneer de plaats gesticht is. De plaats komt voor het eerst voor in een document van geograaf Peter Kropotkin uit 1866. In het dorp wonen van origine vooral Jakoeten en Evenken. De eersten hielden zich vooral bezig met veeteelt en visserij en de tweede hielden zich vooral bezig met nomadische rendierhouderij, de jacht en soms ook wat visserij. Het dorp werd in die tijd regelmatig verplaatst naar verschillende plekken rond de bergketen Kodar en de berg Zarod. De huidige plek werd gekozen door de Jakoetse boer Ljoeksjoegoen (naar wie het meer vernoemd is) en bestond reeds vóór 1917.
In 1931 werd het dorp gedurende een jaar het bestuurlijk centrum van het nieuw gevormde district. Er werd een landbouwartel (ChA) gevormd en vanaf 1932 werden alle inwoners gecollectiviseerd. Naast rendierhouderij en veeteelt werd ook tuinbouw geïntroduceerd. In 1969 werd de artel omgevormd tot kolchoz en in 1977 werd deze samengevoegd met de kolchoz van Tsjapo-Ologo tot een sovchoz.
De aanleg van de Spoorlijn Baikal-Amoer tussen 1978 en 1984 bracht grote veranderingen in het dorp. Er werden toen een veefokkerij, garagebedrijf, een aantal onderhoudswerkplaatsen en een werkplaats voor de fabricage van etnische gebruiksvoorwerpen opgestart en sociale voorzieningen en een aantal woningen gebouwd.
De val van de Sovjet-Unie leidde tot de sluiting van de sovchoz in 1994.

## Bevolkingsontwikkeling
| Demografische ontwikkeling van de plaats tussen 1989 en 2010 |
| ------------------------------------------------------------ |
|                                                              |
| ■ Volkstelling                                               |

Bestuurlijk centrum: Novaja Tsjara

Ikabja · Kjoest-Kemda · Koeanda · Neljaty · Oedokan · Tsjapo-Ologo · Tsjara